# Torver Beck
Der Torver Beck ist ein Wasserlauf im Lake District, Cumbria, England.
Der Torver Beck entsteht als Abfluss des Goat’s Water an dessen Südende. Er fließt in südlicher Richtung bis zu seiner Mündung in das Coniston Water.